# پرستاری ارتوپدی
پرستاری ارتوپدی (به انگلیسی: Orthopedic Nursing) یا پرستاری اَرتاپزشکی یکی از شاخه‌های تخصصی پرستاری است.
پرستار ارتوپدی یکی از کارکنان مراقبت‌های سلامتی است که در درمان بیماران اسکلتی-عضلانی تخصص دارد.
او شرایط بیمار را ارزیابی (مراقبت و کنترل) کرده و به پزشک در تشخیص بیماری کمک می‌نماید. پرستار ارتوپدی ممکن است در یکی از قسمت‌های زیر کار کند: بیمارستانها، درمانگاه‌های تخصصی، مطب خصوصی یا خانهٔ سالمندان. این پرستاران در طیف وسیعی از اختلالات از جمله آرتروز (سخت شدن مفصل)، ورم مفاصل، جایگزینی مفاصل، پوکی و شکستگی استخوان و ناهنجاری‌های مادرزادی تخصص دارند.
پرستار ارتوپدی می‌تواند به پزشک چه در حین جراحی و چه در دوران نقاهت کمک کند.
آموزش یکی از جنبه‌های مهم کار این پرستاران است. آنها به عنوان پرستار به بیماران و خانواده‌های آنها در مورد پیشگیری از بیماری‌های اسکلتی-عضلانی، علائم و درمان آنها آموزش می‌دهند.